# Konstantinstraße 283 (Mönchengladbach)

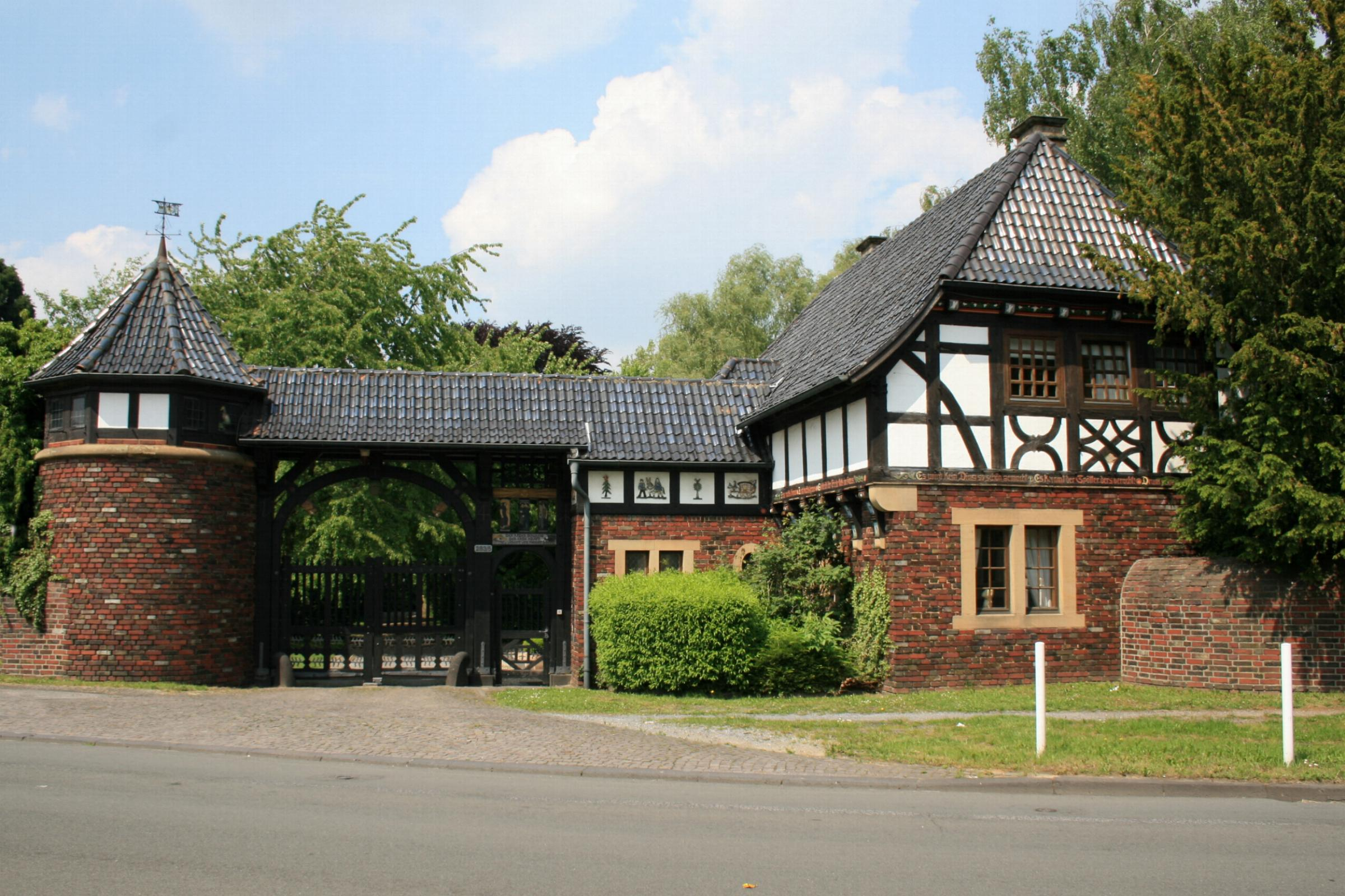
Tor- und Pförtnerhaus der Villa Konstantinstraße 283 (2011)

Das Wohnhaus Konstantinstraße 283 steht im Stadtteil Giesenkirchen in Mönchengladbach (Nordrhein-Westfalen), 
Das Herrenhaus wurde mit dem zugehörigen Tor- und Pförtnerhaus (Konstantinstraße 285) 1922 erbaut und am 4. Dezember 1984 unter Nr. K 014 in die Denkmalliste der Stadt Mönchengladbach eingetragen.

## Architektur
Das Pförtnerhaus ist ein giebelständiger Baukörper zur Straßenseite auf einem gemauerten, mit Hartbrandstein verkleideten Sockel mit einem Obergeschoss in Fachwerk unter Krüppelwalmdach. Daran anschließend steht parallel zur Straße ein romantisierendes Torgebäude mit Satteldach als Wirtschaftstordurchfahrt und getrennt davon ein Haus- und Gartenzugang.